# Lothar Metz
Lothar Metz (ur. 16 stycznia 1939 w Meerane, zm. 23 stycznia 2021 w Rostocku) – niemiecki zapaśnik, trzykrotny medalista olimpijski.
Walczył w stylu klasycznym. Brał udział w czterech igrzyskach (IO 60, IO 64, IO 68, IO 72), na trzech zdobywał medale – wszystkie w wadze średniej (najpierw do 79 kg, później do 87 kg). W 1960 zajął drugie miejsce, w 1964 trzecie, by w 1968 zwyciężyć. Podczas dwóch pierwszych jego startów sportowcy niemieccy startowali pod jedną flagą, jednak reprezentował Niemiecką Republiką Demokratyczną. Był brązowym medalistą mistrzostw świata w 1958 i 1971, na mistrzostwach Europy był drugi w 1967 i 1970. Był mistrzem NRD w 1959, 1960, 1961, 1963, 1965, 1966, 1967, 1971 i 1973.